# Бабовня
Бабовня — хутор в Тацинском районе Ростовской области.
Входит в состав Ковылкинского сельского поселения.
Население 195 человек.

## География
На юго-западе граничит с землями Тацинского с/п, на юго-востоке с х. Крылов, с запада с землями бывшего колхоза «Рассвет», на севере с землями бывшего СПК «Луговое», на северо-востоке с хутором Ковылкин.
По территории проходят балки: Сухая, Солёная, Сенная. В них есть белая глина, используемая для строительства.

### Улицы
- ул. Грушевая,
- ул. Степная,
- ул. Юбилейная.

## История
Образован в 1903 году с начала строительства железной дороги.
В 1932 году входил в состав Коминтерновского сельсовета

## Население
| 2010 |
| ---- |
| 197  |

## Инфраструктура
Личное подсобное хозяйство с зоной сельскохозяйственного использования, индивидуальная застройка усадебного типа.
Основа экономики — сельское хозяйство.

## Транспорт
На северной окраине хутора находится платформа 113 км на железнодорожной линии Волгоград — Лихая (Каменск-Шахтинский).